# Водяний хрін лісовий
Водяний хрін лісовий (Rorippa sylvestris) — вид трав'янистих рослин родини капустяні (Brassicaceae), поширений у Євразії й широко введений у Північну Америку.

## Опис
Це багаторічні кореневищні трав'янисті рослини. Стебла (5)20–50(100) см, розгалужені в основному від основи. Листки перисто-розсічені з довгастими частинками; листові пластини (2)3.5–15(20) × (0.7)1–4.5(6) см. Чашолистки довгасті, зелені чи жовті, 1.8–3(3.5) × 0.7–1.5 мм. Пелюстки 3–5 мм завдовжки, жовті й еліптичні. Стручки лінійні 4–18 мм завдовжки. Плоди однакові, овальні, червонувато-коричневі, 0.6–0.9 × 0.4–0.5 мм. 

## Поширення
Вид поширений у всій Європі, окрім Мальти й Ісландії, у Скандинавію можливо введений. Є випадкові знахідки з архіпелагу Шпіцберген та Ґренландії. В Азії зростає на територіях Китаю, Росії, Японії, Індії, Таджикистану, Узбекистану, Ірану, Туреччини, Лівану, Ізраїлю, Грузії. Вид введено в Канаду, США, Аргентину, Чилі, Нову Зеландію.
В Україні зростає на луках серед верб і тополь, на берегах річок, озер, канав, у сирих місцях по всій території, але в Криму рідкісний, береги р. Биюк-Карасу в степовому Криму.

## Практичне використання
На Кавказі водяний хрін лісовий використовують для салатів.

## Галерея

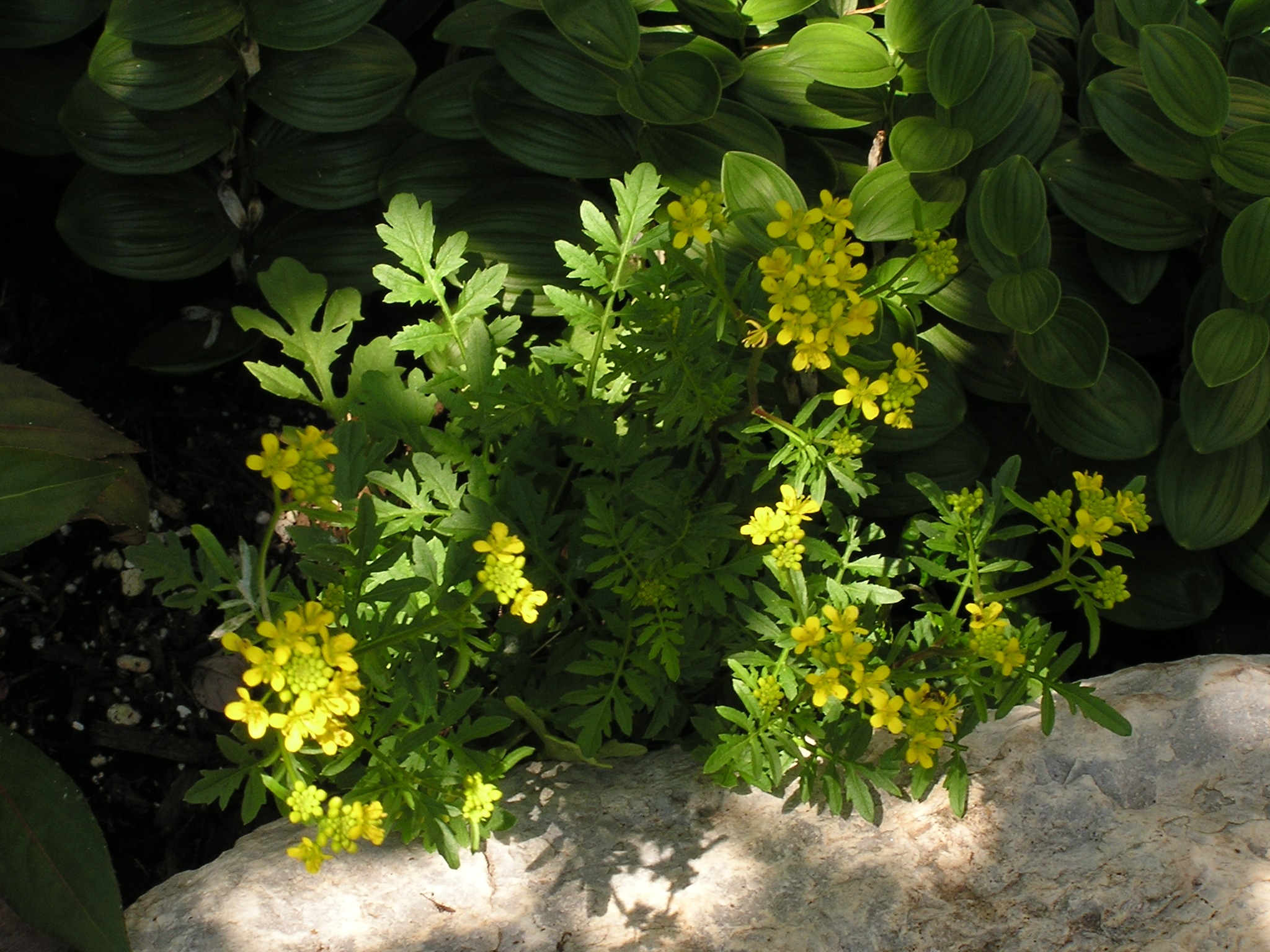
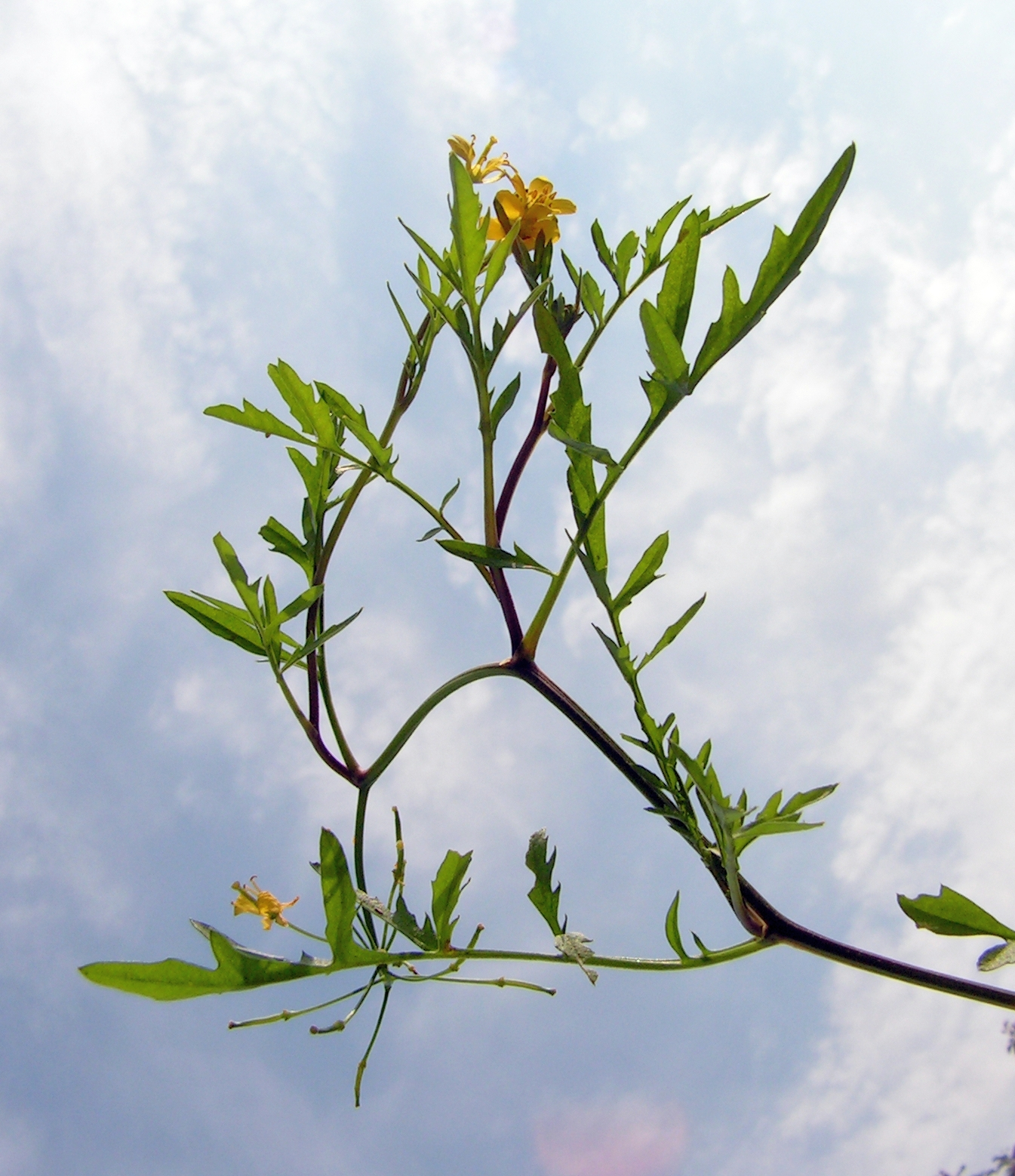
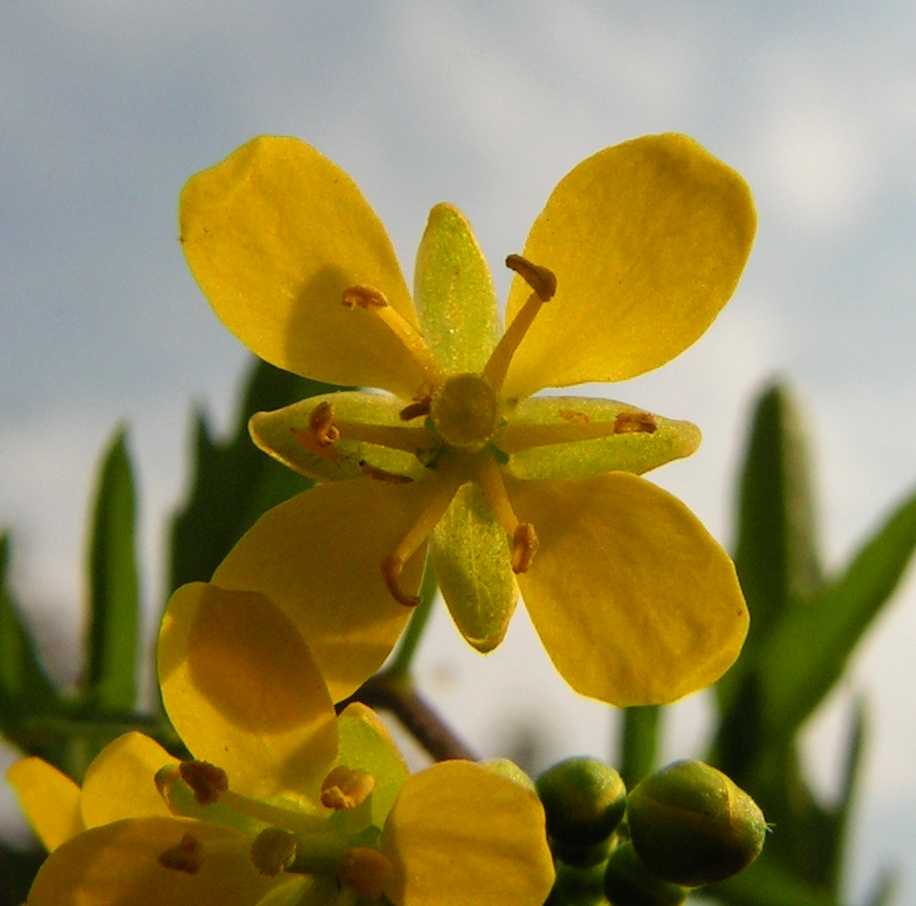
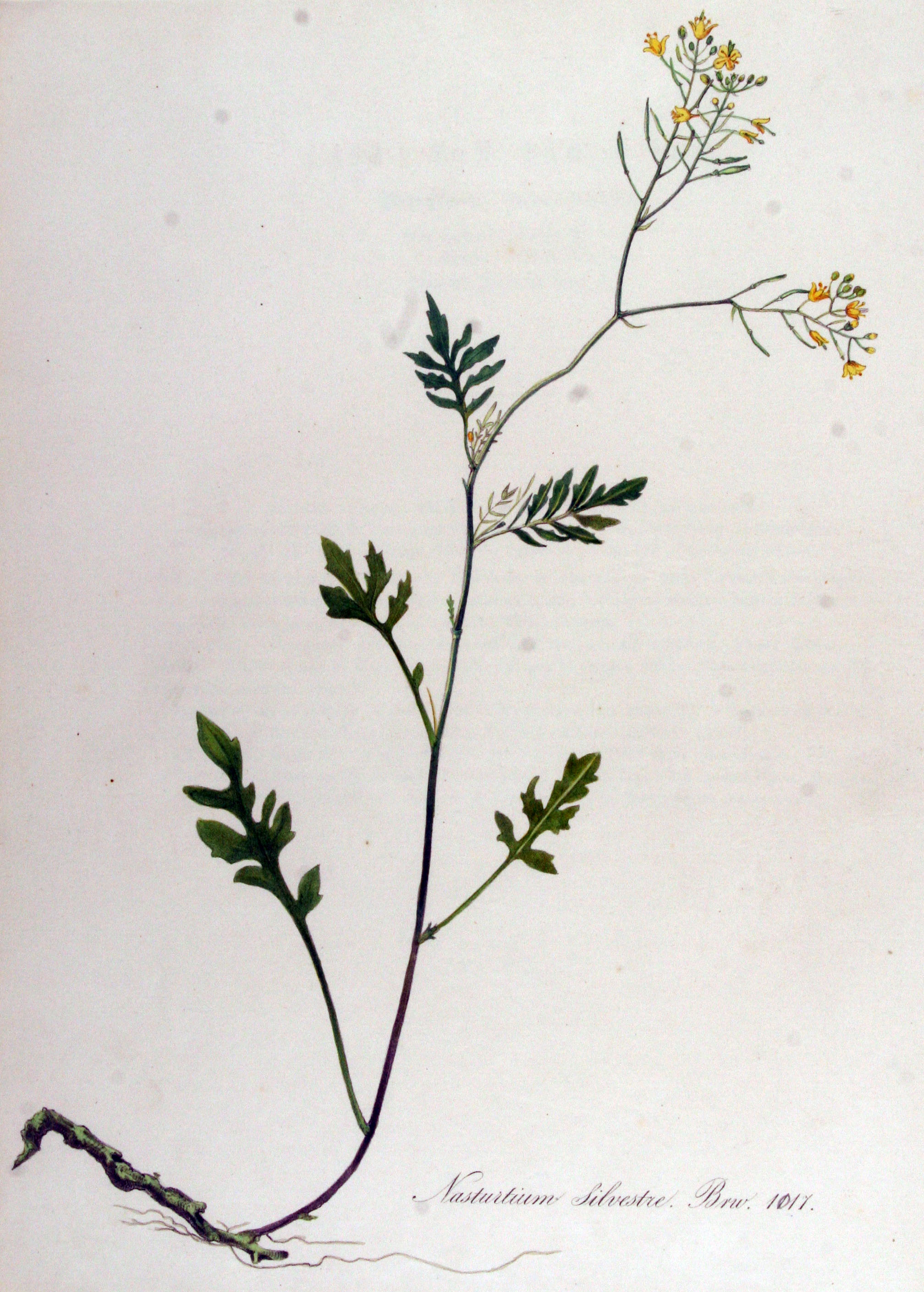